# Karsten Offenbartl
Sven Karsten Offenbartl, född 17 augusti 1951 i Landskrona, Malmöhus län, är en svensk läkare och docent.
Offenbartl är docent i kirurgi vid Lunds universitet, där han blev förordnad vid medicinska fakulteten 1991, och överläkare vid kirurgiska kliniken på Höglandssjukhuset i Eksjö samt chefsläkare för samma sjukhus. Han är också studierektor för Bakjoursskolan. Han har tidigare tjänstgjort vid Helsingborgs lasarett. 
Tillsammans med Johannes Järhult har han gett ut Kirurgiboken, en uppslagsbok för vårdpersonal och ett läromedel för sjuksköterskeutbildningar. Den kom 2006 ut i en reviderad fjärde upplaga.